# Коган, Эмиль Исаакович
Эмиль Исаакович Коган (род. 1941) — журналист, литературовед, публицист.
Заведовал литературной страницей газеты «Московский комсомолец». В 1968 году выехал во Францию с женой-француженкой и после подавления Пражской весны принял решение не возвращаться в СССР. Преподает в Институте восточных языков и цивилизаций при парижском университете «Новая Сорбонна».
Автор книги «Соляной столп: Политическая психология А. Солженицына» (Париж, 1982. 228 с.), ряда работ о творчестве И. Бабеля (в том числе в 1995 году со своими комментариями опубликовал черновики и наброски Бабеля к «Конармии»). Публиковал статьи и рецензии в эмигрантских журналах «Континент», «Синтаксис» и др. — написав, в частности, в статье об альманахе «МетрОполь»:

Читая альманах, понимаешь, что русскому писателю ни в коем случае нельзя уезжать из страны. И ещё понимаешь, что ему невозможно в ней оставаться. Какой вид казни ни выбирай, в выигрыше будут палачи. И нам вовсе не легче оттого, что победа их, по всей видимости, пиррова.